# Henriëtta van Pee
Henriëtta van Pee (Amsterdam, 5 december 1692 – Haarlem, 3 oktober 1741) was een Nederlandse miniatuurschilder.

## Biografie
Henriëtta van Pee werd geboren als dochter van de schilder en kunsthandelaar Theodorus van Pee (1668-1746) en Cornelia Pieters van Bassevelde. Ze was afkomstig uit een echte kunstenaarsfamilie: haar grootvader Jan van Pee (ca. 1640-1710) en overgrootvader Emanuel van Pee (ca. 1600-1657) waren werkzaam geweest als kunstschilder en kunsthandelaar. Van Pee zou het schilderen hebben geleerd van haar vader en diens leerlingschilder Hermanus Wolters (1682-1755) met wie ze op 20 april 1719 zou trouwen. Na het huwelijk zou Wolters optreden als handelaar van de schilderijen van zijn schoonvader en daarnaast assisteerde hij zijn vrouw bij het schilderen van haar werken.
Henriëtta van Pee woonde omstreeks 1734/1735 een jaar in Den Haag waar ze portretten maakte van rijke en aanzienlijke personen. Hierna keerde ze weer terug naar Amsterdam, in 1739 verhuisde ze samen met haar man naar Haarlem waar ze in het Proveniershuis in Haarlem gingen wonen. Hier stierf ze op 49-jarige leeftijd.

## Miniatuurschilder
Ook zou Van Pee les hebben gekregen van de beeldhouwer en schilder Jacob Christoffel LeBlon (1670-1741), van wie zij het miniatuurschilderen leerde. Henriëtta van Pee werd heel succesvol in het maken miniatuurportretjes, waarbij ze meestal in opdracht werkte. Deze portretjes werden erg goed verkocht voor een hoge prijs. Haar bekendheid als portretschilderes groeide en ook leden van vorstenhuizen door heel Europa kwamen naar haar atelier om zich te laten portretteren. Ze zou door zowel Peter de Grote als Frederik Willem I van Pruisen zijn gevraagd om als hofschilder te komen werken, wat ze weigerde. Schilder Maria Machteld van Sypesteyn (1724 – 1774) was haar leerling.

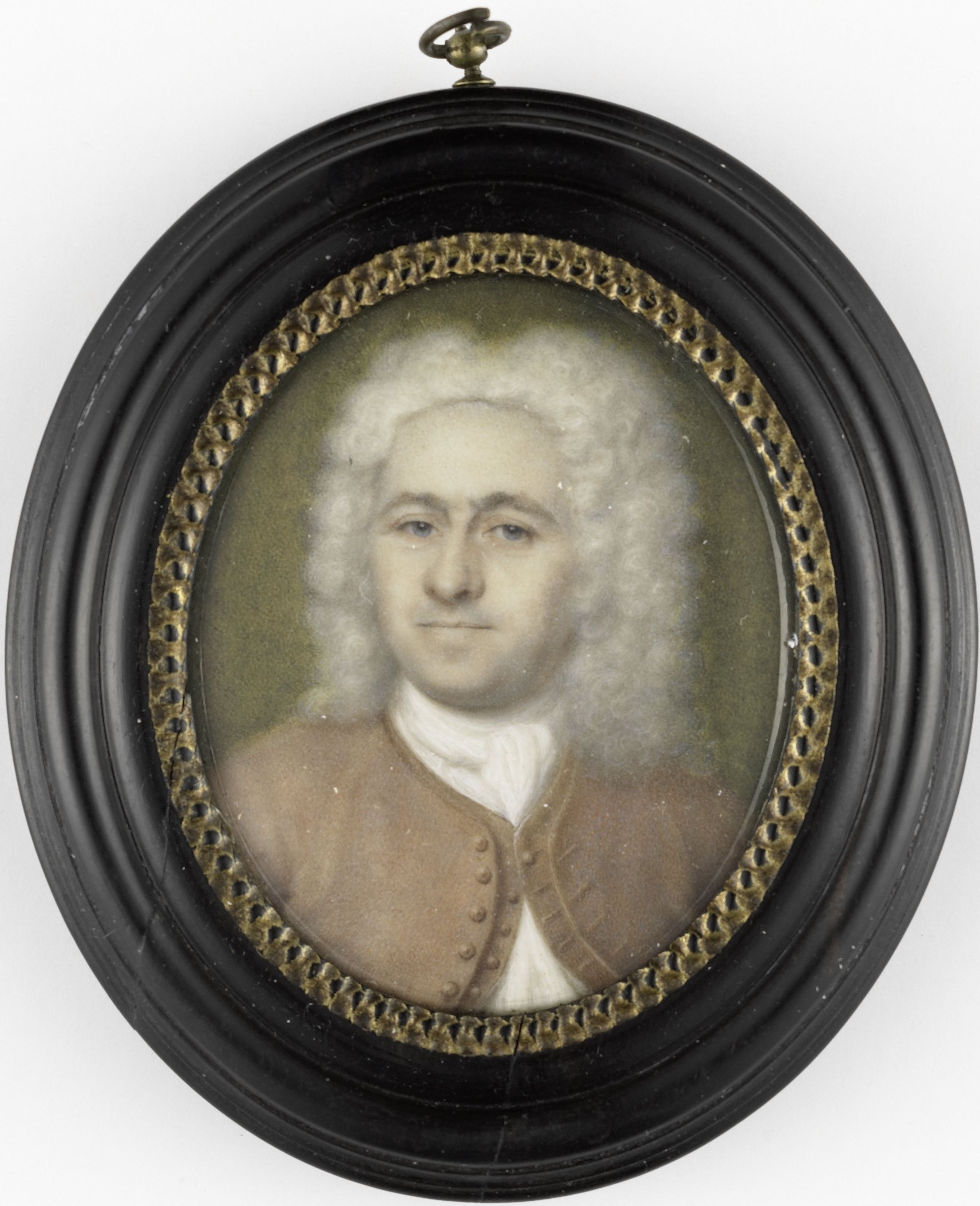
Miniatuurportret van Herman Wolters gemaakt door Henriëtta van Pee

- Biografisch Portaal: 94688114
- Digitale Bibliotheek voor de Nederlandse Letteren: pee_004
- Gemeinsame Normdatei: 1019756454
- International Standard Name Identifier: 0000 0003 7017 0067
- Library of Congress Control Number: no2015129098
- Nederlandse Thesaurus van Auteursnamen: 273409611
- RKD-Nederlands Instituut voor Kunstgeschiedenis: 62324
- Union List of Artist Names: 500002472
- Virtual International Authority File: 245923057
- WorldCat: E39PBJkD6Xk4rGg98gg9gBhyh3